# Warunki naturalne Urartu

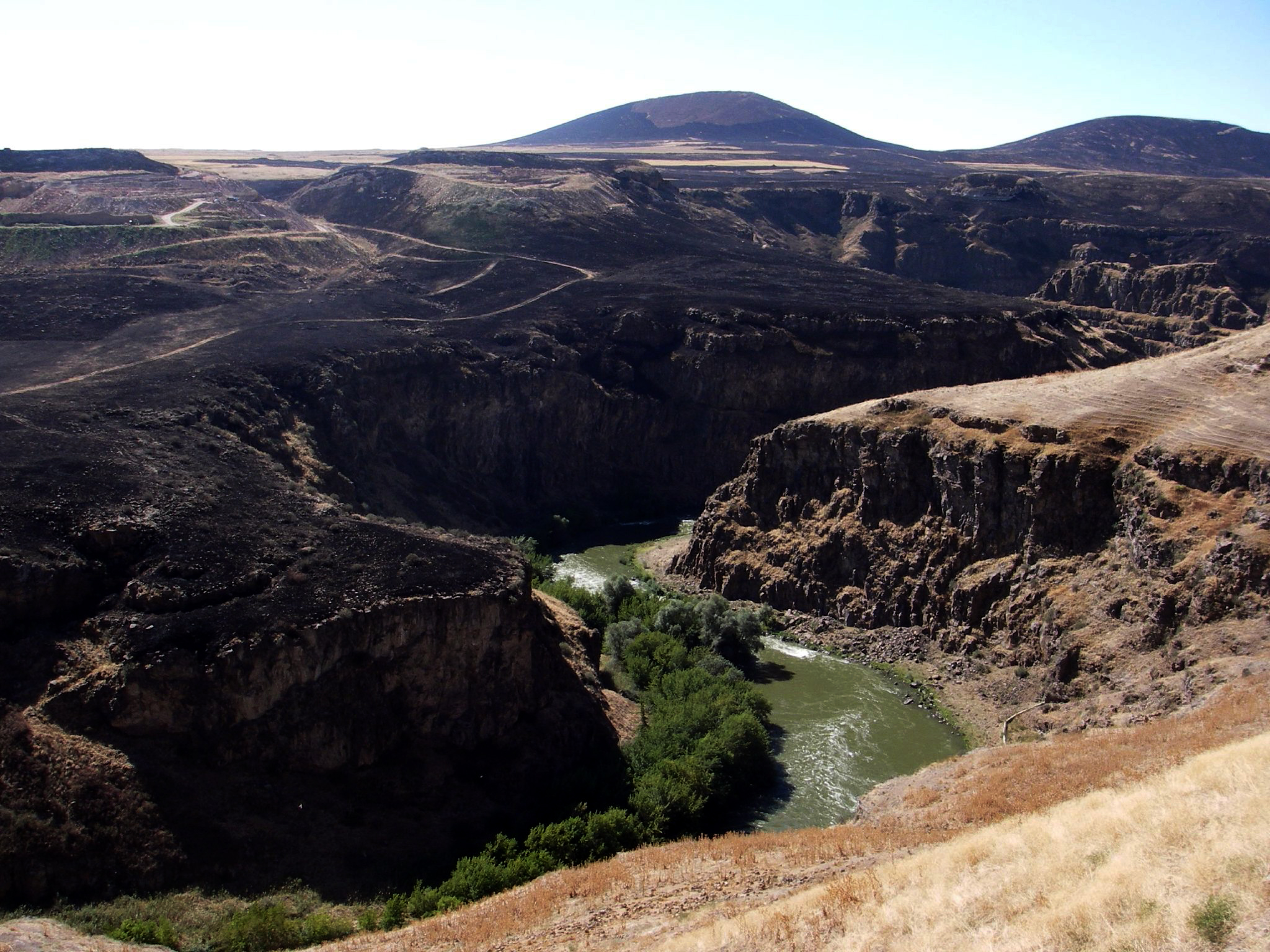
Widok na jeden z kanionów Wyżyny Armeńskiej

Warunki naturalne Urartu obejmowały zróżnicowany krajobraz, który kształtował życie i gospodarkę Królestwa Wan (Urartu). Region charakteryzował się wulkanicznymi płaskowyżami, górskimi łańcuchami, głębokimi kanionami i jeziorami, takimi jak Wan i Urmia. Rzeki Araks i Murat były kluczowe dla irygacji i rozwoju rolnictwa, a zróżnicowany klimat – od surowych warunków w górach po łagodniejsze strefy w dolinach – umożliwiał uprawy i hodowlę zwierząt. Surowce mineralne (żelazo, miedź, cyna i ołów) sprzyjały rozwojowi przemysłu, a obecność różnych typów roślinności – od górskich łąk po lasy – miała znaczący wpływ na lokalną gospodarkę i kulturę.

## Położenie
Państwo Urartu położone było w głównej mierze w górzystym regionie wschodniej Azji Mniejszej – na Wyżynie Armeńskiej, o średniej wysokości 1500–1800 m n.p.m. Na północy wyżyna otoczona jest wysokimi Górami Pontyjskimi, na północnym wschodzie – Małym Kaukazem, na południu – łańcuchem górskim Taurus i Górami Kurdystańskimi. Od zachodu granicę Urartu zakreślał Eufrat, a od wschodu – jezioro Sewan. Takie usytuowanie zapewniało Urartu naturalną obronność. Obszar państwa miał ok. 220 tys. km².

## Klimat
Klimat Wyżyny Armeńskiej w starożytności był zróżnicowany, przeważnie kontynentalny, zbliżony do stepowego. Szczególnie surowe warunki panowały w jej północno-zachodniej części. Średnia temperatura zimą wynosiła tu -13 °C, ale dla przykładu, na płaskowyżu Erzurum położonym na wysokości około 1800 m n.p.m., gdzie występowały wysokogórskie stepy, śnieżna zima mogła trwać nawet przez siedem miesięcy, a temperatura dochodziła do -40 °C. Lato było krótkie i upalne – temperatura mogła przekraczać +30 °C. Opady roczne wynosiły 500–750 mm, nieco więcej ich było na wschód od jeziora Wan i Melidu, w górach przekraczały 2000 mm.
Równinne obszary południowo-wschodniej części Wyżyny Armeńskiej, obejmujące tereny na zachód od jeziora Sewan i dolinę Araksu, otrzymywały mało opadów. Szczególnie sucha była Równina Araratu. Klimat tu był łagodny, a zimy krótkie. Średnia temperatura latem wynosiła +20 °C, zimą +6 °C. Rejon jeziora Sewan z kolei, usytuowany na wysokości powyżej 1900 m n.p.m., był chłodniejszy i wilgotniejszy niż sąsiadująca z nim dolina Araksu.

## Roślinność
Roślinność Wyżyny Armeńskiej była różnorodna ze względu na położenie jej na styku dwóch odmiennych regionów botaniczno-geograficznych: wilgotnego, leśnego pontyjsko-hyrkańskiego i suchego, bezleśnego Iranu. Ta część terytorium Urartu, która leży aktualnie w granicach Armenii, miała niewielkie obszary pustyń, półpustyń z ubogą roślinnością trawiastą, stepy, lasy oraz wysokogórskie łąki alpejskie na wysokości 2700–2950 m n.p.m. Część w rejonie Gór Pontyjskich i Kurdystańskich za czasów istnienia Urartu była mocno zalesiona, jednak współcześnie (wskutek działalności człowieka, zwłaszcza w związku z rozwojem hodowli) lasy na tym terenie już zanikły. Na pozostałych obszarach Królestwa Wan roślinność drzewiasta występowała w szczątkowej formie. Region w północno-zachodniej części Wyżyny Armeńskiej cechował się brakiem lasów, ale miał bardzo żyzną glebę. Mimo długiej zimy, uprawy były możliwe na wysokościach nawet do 2600 m n.p.m. Górskie łąki stanowiły doskonałe pastwiska dla bydła. Żyzność suchej Równiny Araratu zapewniano przez sztuczne nawadnianie. Płaskowyż południowo-wschodniej części Wyżyny Armeńskiej, dzięki łagodnemu klimatowi, porośnięty był roślinnością zbliżoną do śródziemnomorskiej. 

## Góry

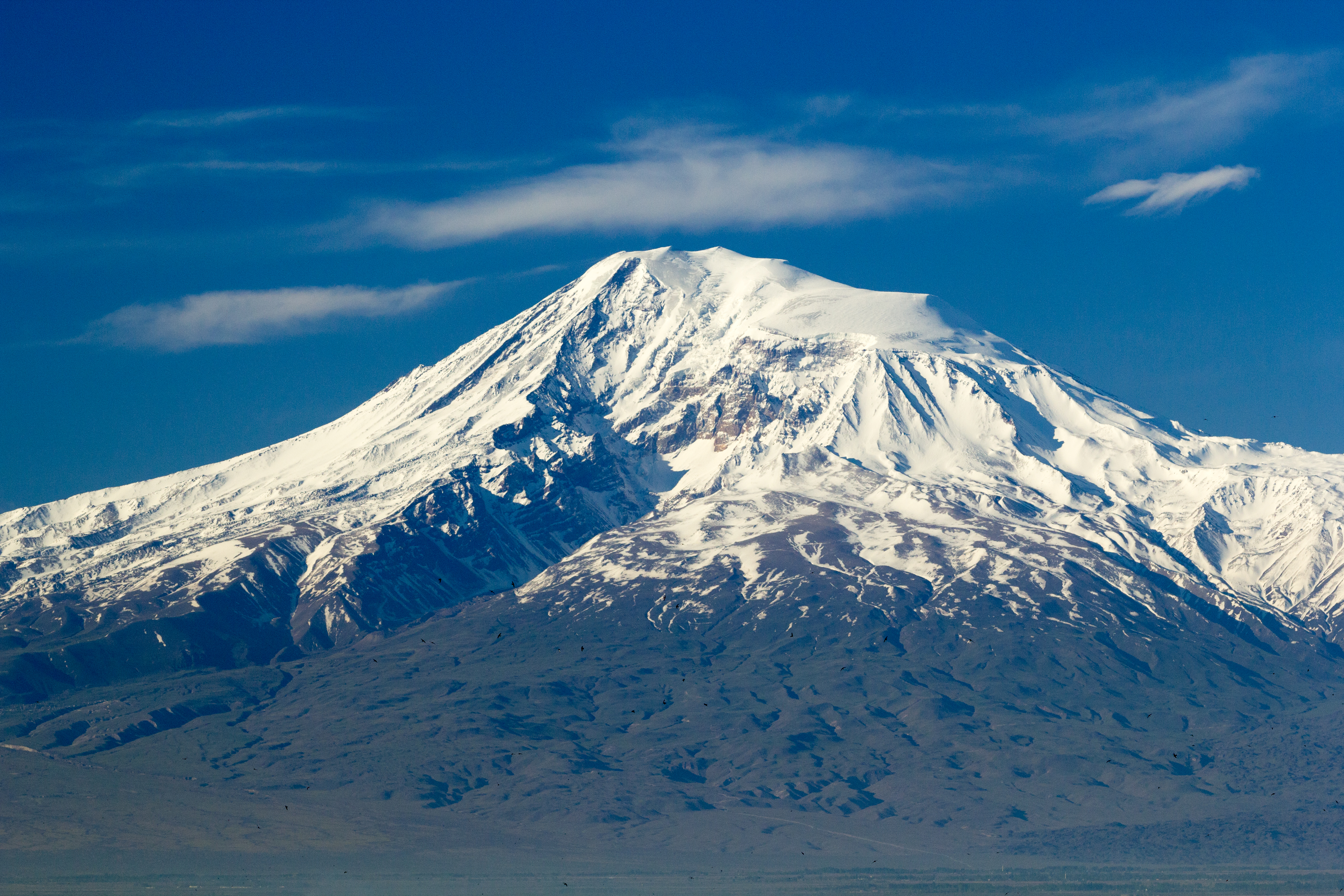
Widok na Wielki Ararat

Centralną część Urartu tworzył stosunkowo równinny płaskowyż wulkaniczny o kopulastych szczytach, łagodnych zboczach i kotlinach z jeziorami. Otaczają go wysokie góry o skalistych szczytach, stromych stokach i głębokich kanionach. Obszar ten stanowił naturalną fortecę i chroniony był od północy i południa przez trudnodostępne, zalesione góry. Kilka grzbietów górskich (np. Agrydag z najwyższą górą Azji Przedniej — Wielkim Araratem o wysokości 5156 m n.p.m.) dzieli płaskowyż na odrębne rejony, niektóre z tych regionów połączone są jedynie przełęczami, które zimą bywają nieprzejezdne.
Opis trudnych warunków na tutejszych szlakach górskich znany jest z relacji Sargona II, który w 714 roku p.n.e. wyprawił się zbrojnie przeciwko Urartu. Jak podawał ten władca jego wojsko przemieszczało się przez górzystą, południowo-wschodnią część Urartu, na wschód od jeziora Urmia, po drodze mijając Simmirię – wielką górę, która przewyższała inne szczyty, jakby łącząc niebo z głębinami piekieł, a jej stoki były pełne przepaści i jarów. Zarówno dla jeźdźców, jak i piechoty, była bardzo trudna do zdobycia.

## Rzeki

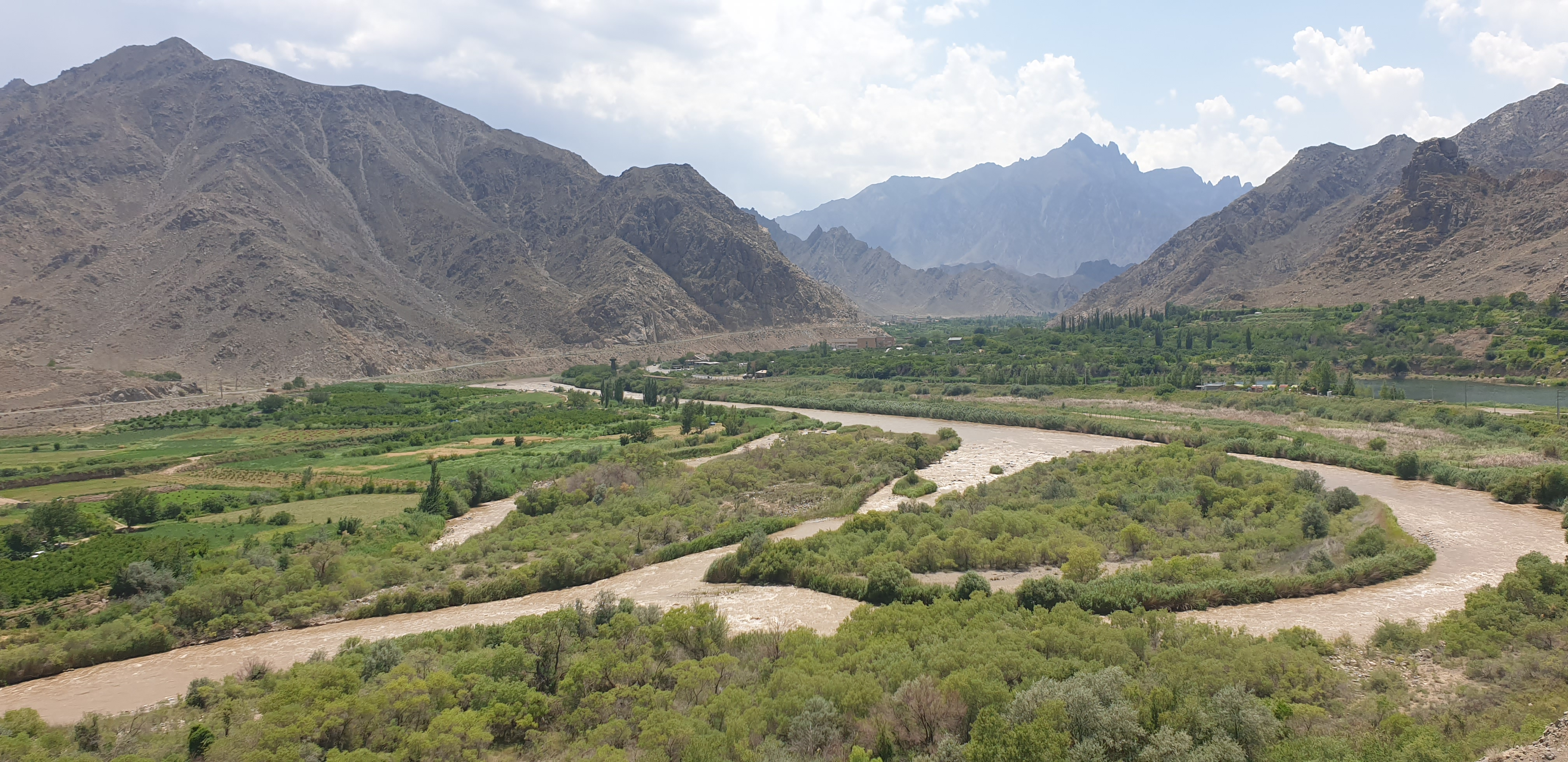
Araks na pograniczu Armenii i Iranu

Na Wyżynie Armeńskiej swoje źródła mają Eufrat i Tygrys. W jej centralnej części płyną dwie główne rzeki urartyjskie o różnych kierunkach przepływu - Araks i Murat. Araks ma długość 915 km, jego prąd kieruje się z zachodu na wschód. Wypływa z licznych źródeł górskich na zboczu Bingöl Dağları. Na początku ma charakter rzeki górskiej, następnie przepływa przez żyzną Równinę Araratu (700–900 m n.p.m.), która była uważana za spichlerz starożytnego Bliskiego Wschodu. Poniżej Nachiczewanu przebija się przez górski kanionem, przechodzi wąską doliną Meghri, a dalej biegnie przez stepy. Araks jest pełnowodny w maju, latem wysycha i staje się miejscami łatwy do przejścia w bród. Szybki nurt czyni rzekę niespławną. Jej gwałtowność była opisywana już w starożytności, a Wergiliusz pisał, że rzeka nie nadaje się do tego, by budować na niej mosty. Murat płynie ze wschodu na zachód i uchodzi do Eufratu. Jego brzegi są również zróżnicowane, często zmienia kierunek, przepływając przez kaniony lub szerokie doliny, dzieląc się na wiele odnóg. Przepływa przez żyzne równiny Malazgirtu i Muşu położone na wysokości ok. 1260 m n.p.m. Charakteryzowały się one dużą urodzajnością i były dostępne dla podróżnych przez cały rok, jednak ze względu na zabagnienie brzegów płynących przez nie rzek wymagały zaawansowanych systemów irygacyjnych.

## Jeziora

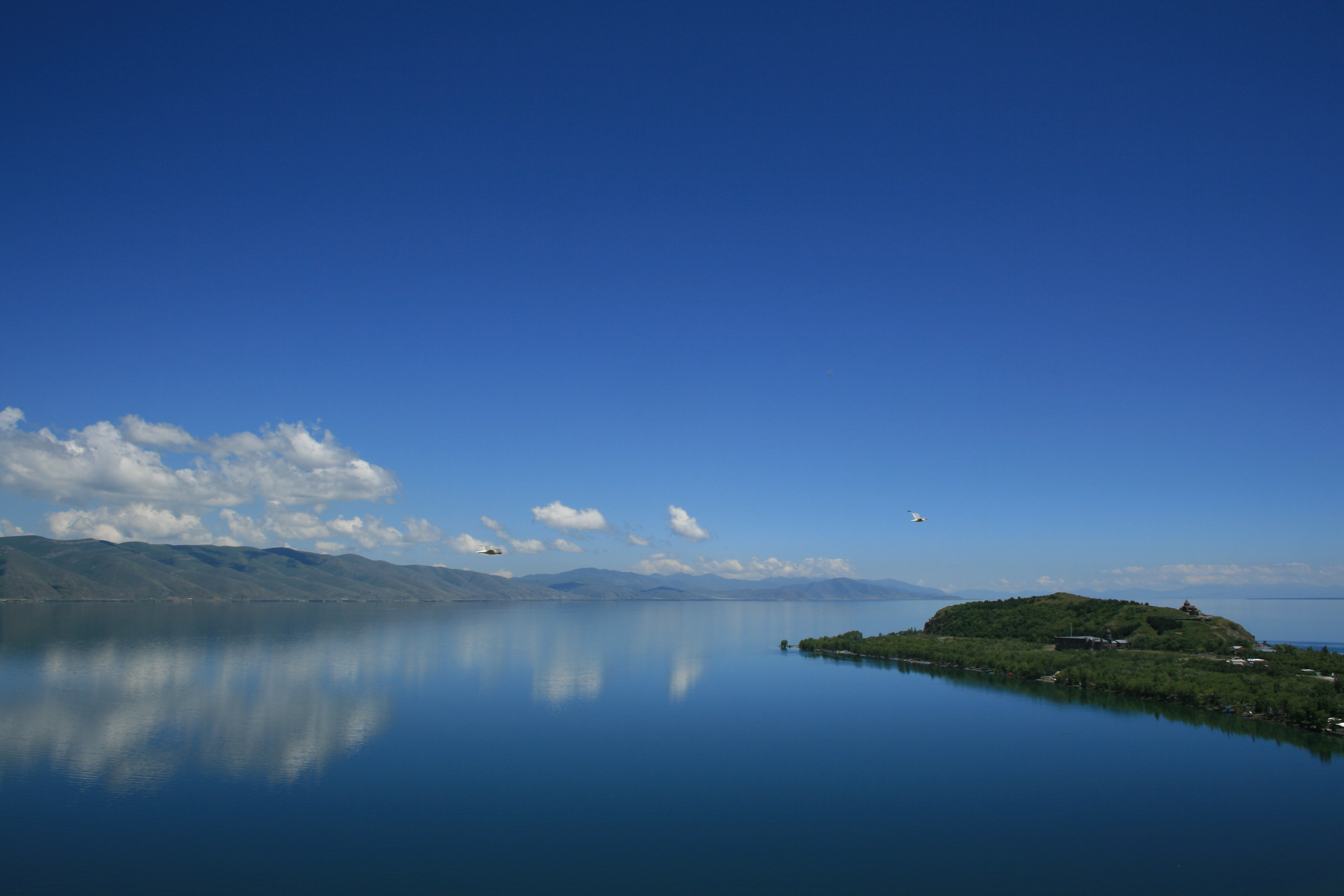
Widok na Sewan

W granicach Urartu znajdowały się trzy duże jeziora, różniące się między sobą pod wieloma względami: Wan, Urmia i Sewan.
Wan ma powierzchnię 3690 km², położony jest na wysokości 1720 m n.p.m. Poziom wody jeziora cyklicznie się zmienia. Jego woda jest nasycona sodą, co czyni ją nieodpowiednią do picia. Właściwości oczyszczające wody były znane już starożytnym pisarzom. W jeziorze żyje gatunek ryby Alburnus tarichi – głównie przy ujściach rzek wpływających do Wanu. Łagodny klimat wschodniego i północno-wschodniego wybrzeża sprzyjał rozwojowi w Urartu rolnictwa nawadnianego wodami górskich potoków. To właśnie nad Wanem powstała stolica Królestwa Wan – Tuszpa. Urmia leży na wysokości około 1250 m n.p.m. Woda jest tu sześciokrotnie bardziej zasolona niż w morzach. Niskie wybrzeże Urmii sprzyjało uprawom rolnym. Słodkowodny i obfitujący w ryby Sewan znajduje się w Zakaukaziu, na wysokości 1915 m n.p.m.

## Podstawy gospodarki

Urartu w II połowie VII wieku p.n.e.

Zróżnicowane warunki naturalne Urartu wpłynęły na różnorodność form gospodarki. W dolinach i na równinach dominowało rolnictwo, podczas gdy w wysokogórskich regionach – hodowla zwierząt, co doprowadziło do naturalnego podziału pracy między mieszkańcami obu tych terenów. Wyżyna Armeńska jest bogata w surowce mineralne – za czasów Urartu w jej centralnej części wydobywano rudy żelaza, miedzi, ołowiu i cyny.
Urodzajne gleby, które nie wymagały sztucznego systemu nawadniania, występowały głównie na obszarze między Erzurum a Karasu oraz w dolinie Araksu. Dolina Karasu wyróżniała się szczególną żyznością, uprawiano tu zboża i zakładano sady. W dolinie Muratu do upraw rolniczych nadawały się tereny położone w okolicach współczesnego miasta Patnos. W rejonie jeziora Wan niewielkie obszary odpowiednie dla rolnictwa znajdowały się w części zachodniej i południowo-zachodniej, podczas gdy pozostałe tereny wokół jeziora były skaliste. Na południowy zachód od Araratu zasolone gleby wykorzystywano jako pastwiska.
W pobliżu Erzurum prowadzono wydobycie miedzi, natomiast w rejonie İspir pozyskiwano srebro. Na północ od linii Erzurum–Erzincan znajdowały się złoża zarówno srebra, jak i miedzi. W dolinie Muratu, nieopodal współczesnego zbiornika Keban, wydobywano srebro, podczas gdy w pobliżu Kigi oraz na północ od Tunceli, a także na południe i wschód od Malatya znajdowały się złoża miedzi. Żelazo odkryto na południe od Tunceli, w okolicach Kebanu i Kigi oraz na południowy zachód od Malatya. W rejonie jeziora Wan złoża srebra występowały na południowym i zachodnim wybrzeżu, a miedź znajdowała się na obszarze między rzeką Botan Çayı a jeziorem Wan.
Współczesne okolice miasta Bitlis były miejscem wydobycia żelaza w paśmie Musgineyi, a także na południe od miasta, w paśmie İhtiyarsahap. W górzystym obszarze pomiędzy jeziorami Wan a Urmia, w rejonie Çatak oraz miasta Hakkâri, znajdowały się złoża srebra i żelaza.